# Свистунов, Виктор Семёнович
Виктор Семёнович Свистунов (1924 — 2019) — советский  генерал-лейтенант. Министр внутренних дел Дагестанской АССР (1970—1974).

## Биография
Родился 15 июля 1924 года в селе Кальтовка, Иглинского района Башкирии в крестьянской семье.
С 1942 года после окончания Рижского военного пехотного училища, участник Великой Отечественной войны — воевал помощником командира взвода разведки 68-й гвардейской стрелковой дивизии на Сталинградском фронте. В  1943 году был ранен в бою, находился на лечении в военном госпитале в Сумской области.
С 1944 года воевал на Ленинградском, Карельском и 1-м Украинском фронтах. 
С 1945 года — командир взвода тяжелых танков 2-го Казанского танкового училища.
С 1948 года после окончания Куйбышевской юридической школы работал в следственном отделе прокуратуры Дагестанской АССР. С 1957 года — прокурор Махачкалы. С 1964 года — заведующий отделом административных органов Дагестанского обкома партии.
С 1970 по 1974 годы — министр внутренних дел Дагестанской АССР,
С 1974 по 1977 годы — заместитель начальника Следственного управления МВД СССР. С 1977 по 1980 годы — секретарь парткома МВД СССР. 
С 1980 по 1989 годы — начальник Главного управления МВД СССР на транспорте .
С 1986 года входил в состав группы по ликвидации последствий аварии на ЧАЭС, получил при этом повышенную дозу радиации.
С 1989 года в отставке, был членом Российского совета ветеранов ОВД и ВВ МВД.
Умер 2 ноября 2019 года в Москве, похоронен на Троекуровском кладбище.

## Награды
- Орден Мужества
- Орден Дружбы
- Орден Отечественной войны I степени
- Отечественной войны II степени
- два ордена Трудового Красного Знамени
- два ордена Красной Звезды
- два ордена Славы III степени

### Медали
- две медали «За отвагу»
- Медаль «За трудовое отличие»
- Медаль «За оборону Сталинграда»
- Медаль «За победу над Германией в Великой Отечественной войне 1941—1945 гг.»

### Звания
- Заслуженный работник МВД СССР
- Почётный железнодорожник

### Зарубежные награды
- Орден «За заслуги перед Отечеством» (ГДР)